# Plougar
Plougar [plugaʁ] est une commune du département du Finistère, dans la région Bretagne, en France. Son nom Breton est Gwikar.

## Géographie
| Saint-Vougay  | Saint-Vougay, Plouzévédé | Plouzévédé            |
| Saint-Derrien | Plougar                  | Plougourvest          |
| Saint-Servais | Bodilis                  | Bodilis, Plougourvest |

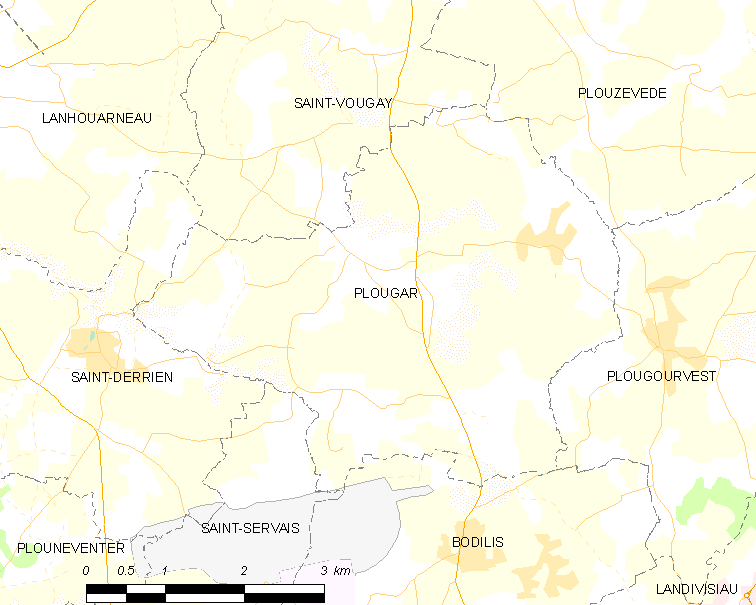
Carte de la commune de Plougar.

Plougar est une commune située dans le Léon, dans le nord du département du Finistère. Un petit fleuve côtier, le Guillec, a l'essentiel de sa partie amont à l'ouest du bourg de Plougar (même si sa source est dans le bois de Tréanton, situé en Saint-Vougay) ; avec plusieurs de ses petits affluents, il draine la partie nord du finage communal ; un de ses affluents de rive droite, le Stang, sépare la commune de Plougar de sa voisine orientale, Plougourvest. Un autre petit fleuve côtier, la Flèche et un de ses affluents de rive droite lui servent de limite occidentale avec la commune voisine de Saint-Derrien.
Le territoire communal est formé par un morceau du plateau du Léon, en pente douce vers le nord (les altitudes maximales sont au sud de la commune, vers 115 mètres aux alentours de Ty Nevez et Spernen), s'abaissant vers 90 mètres dans la partie nord de la commune ; ce plateau est échancré par les vallées des cours d'eau précités qui s'abaissent jusque vers 70 mètres d'altitude à leur sortie du territoire communal.
L'habitat rural traditionnel est dispersé en de nombreux hameaux et fermes isolées ; le bourg est excentré dans la partie ouest de la commune et est à l'écart des principales voies de communication, la D 30 passant à l'est et la D 229 à l'ouest du bourg, ces deux axes routiers venant pour le premier cité de Landivisiau via Bodilis, pour le second cité de Landivisiau via Saint-Servais et Saint-Derrien se rejoignant au-delà de la limite nord de la commune en direction de Saint-Vougay et Plouescat.

### Hydrographie
Pour un article plus général, voir Réseau hydrographique du Finistère.
La commune est située dans le bassin Loire-Bretagne. Elle est drainée par le Guillec, la Flèche, le Stang et divers autres petits cours d'eau,.
Le Guillec, d'une longueur de 25 km, prend sa source dans la commune de Saint-Vougay et se jette  dans la Manche entre les communes de Sibiril et de Plougoulm, après avoir traversé huit communes. 

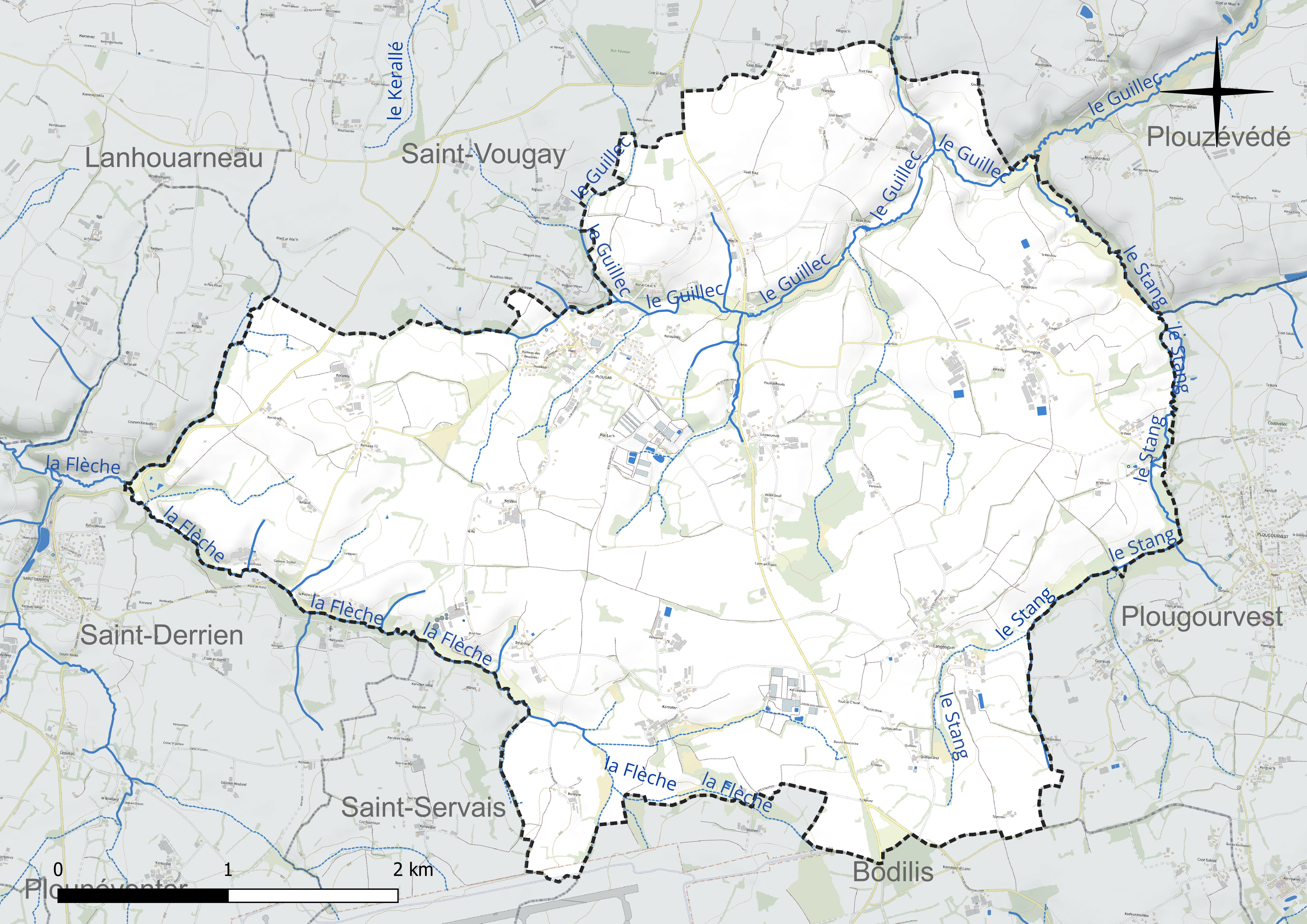
Réseau hydrographique de Plougar.

La Flèche, d'une longueur de 23 km, prend sa source dans la commune de Bodilis et se jette  dans la Manche en limite de Tréflez et de Goulven, après avoir traversé dix communes. 

### Climat
Pour des articles plus généraux, voir Climat de la Bretagne et Climat du Finistère.
En 2010, le climat de la commune est de type climat océanique franc, selon une étude du CNRS s'appuyant sur une série de données couvrant la période 1971-2000. En 2020, Météo-France publie une typologie des climats de la France métropolitaine dans laquelle la commune est exposée à un climat océanique et est dans la région climatique  Finistère nord, caractérisée par une pluviométrie élevée, des températures douces en hiver (6 °C), fraîches en été et des vents forts. Parallèlement l'observatoire de l'environnement en Bretagne publie en 2020 un zonage climatique de la région Bretagne, s'appuyant sur des données de Météo-France de 2009. La commune est, selon ce zonage, dans la zone « Monts d'Arrée », avec des hivers froids, peu de chaleurs et de fortes pluies.
Pour la période 1971-2000, la température annuelle moyenne est de 11,4 °C, avec  une amplitude thermique annuelle de 9,5 °C. Le cumul annuel moyen de précipitations est de 1 057 mm, avec 16 jours de précipitations en janvier et 8,3 jours en juillet. Pour la période 1991-2020, la température moyenne annuelle observée sur la station météorologique la plus proche, située sur la commune de Saint-Servais à 6 km à vol d'oiseau, est de 11,6 °C et le cumul annuel moyen de précipitations est de 1 160,4 mm,. Pour l'avenir, les paramètres climatiques de la commune estimés pour 2050 selon différents scénarios d'émission de gaz à effet de serre sont consultables sur un site dédié publié par Météo-France en novembre 2022.

## Urbanisme

### Typologie
Au 1er janvier 2024, Plougar est catégorisée commune rurale à habitat dispersé, selon la nouvelle grille communale de densité à 7 niveaux définie par l'Insee en 2022.
Elle est située hors unité urbaine. Par ailleurs la commune fait partie de l'aire d'attraction de Landivisiau, dont elle est une commune de la couronne,. Cette aire, qui regroupe 12 communes, est catégorisée dans les aires de moins de 50 000 habitants,.

### Occupation des sols
L'occupation des sols de la commune, telle qu'elle ressort de la base de données européenne d'occupation biophysique des sols Corine Land Cover (CLC), est marquée par l'importance des territoires agricoles (95,5 % en 2018), en diminution par rapport à 1990 (98,5 %). La répartition détaillée en 2018 est la suivante : 
terres arables (57,3 %), zones agricoles hétérogènes (34,7 %), zones urbanisées (4,4 %), prairies (3,6 %), zones industrielles ou commerciales et réseaux de communication (0,1 %). L'évolution de l'occupation des sols de la commune et de ses infrastructures peut être observée sur les différentes représentations cartographiques du territoire : la carte de Cassini (XVIIIe siècle), la carte d'état-major (1820-1866) et les cartes ou photos aériennes de l'IGN pour la période actuelle (1950 à aujourd'hui).

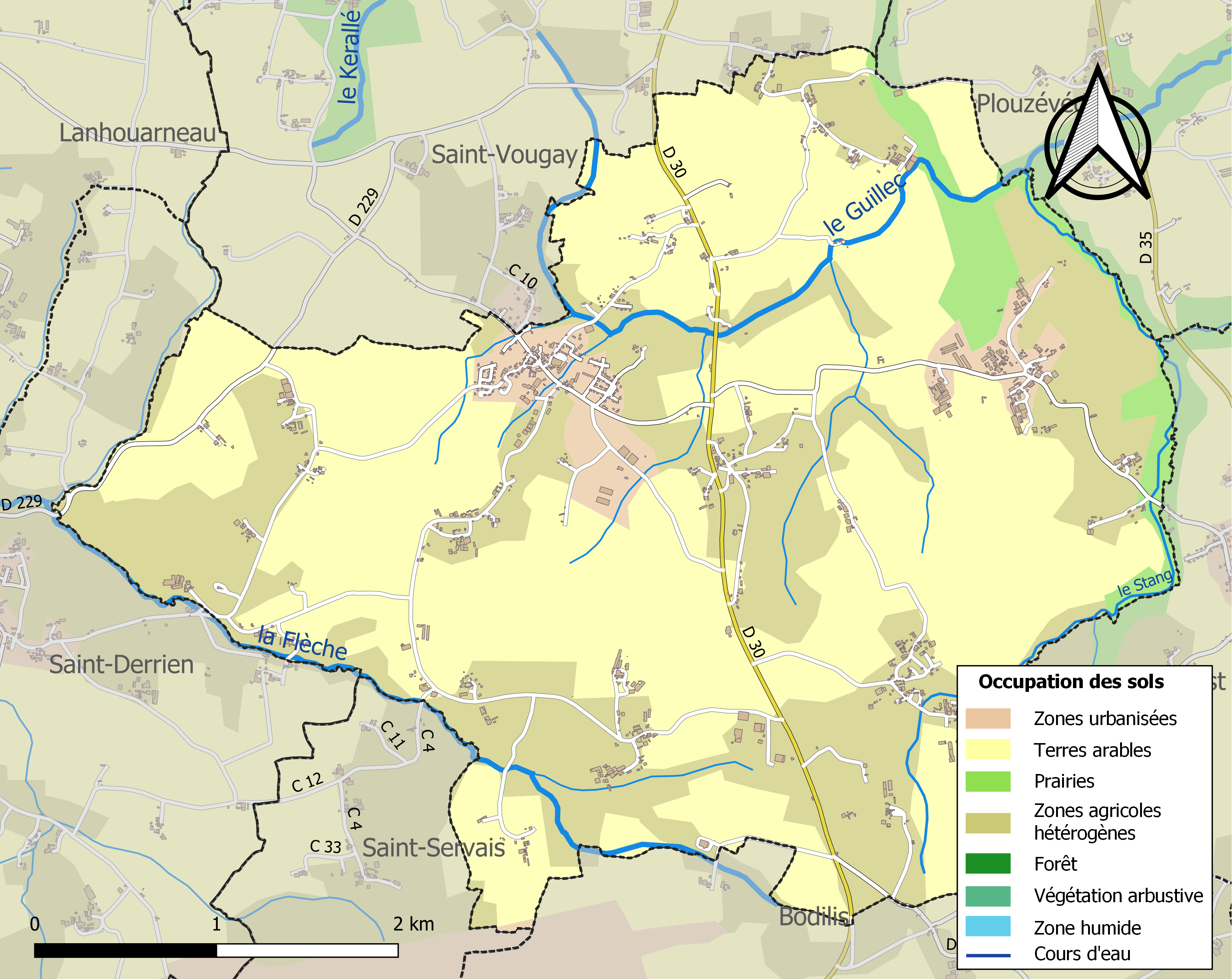
Carte des infrastructures et de l'occupation des sols de la commune en 2018 (CLC).

## Toponymie
Le nom de la localité est attesté sous les formes Ploegar vers 1330 et en 1467, Ploecar en 1426.
Plougar vient du breton ploe (paroisse) et de Car, nom d'un saint breton.

## Histoire

### Moyen Âge
Plougar est une ancienne paroisse de l'Armorique primitive. Selon Jean-Baptiste Ogée, « Saint Paul-Aurélien, premier évêque de ce diocèse en 514 fonda le monastère appelé Mouster-Pol (désormais en Bodilis), lequel fut ruiné par les guerres en 878. On rebâtit avec des pierres provenant de ses ruines l'église de Plougars [Plougar], qui fut érigée en paroisse sous le règne du duc Alain Barbetorte ».
Au sein de l'ancien diocèse de Léon, Plougar et sa trève Bodilis faisaient partie de l'archidiaconé du Léon.

### Époque moderne

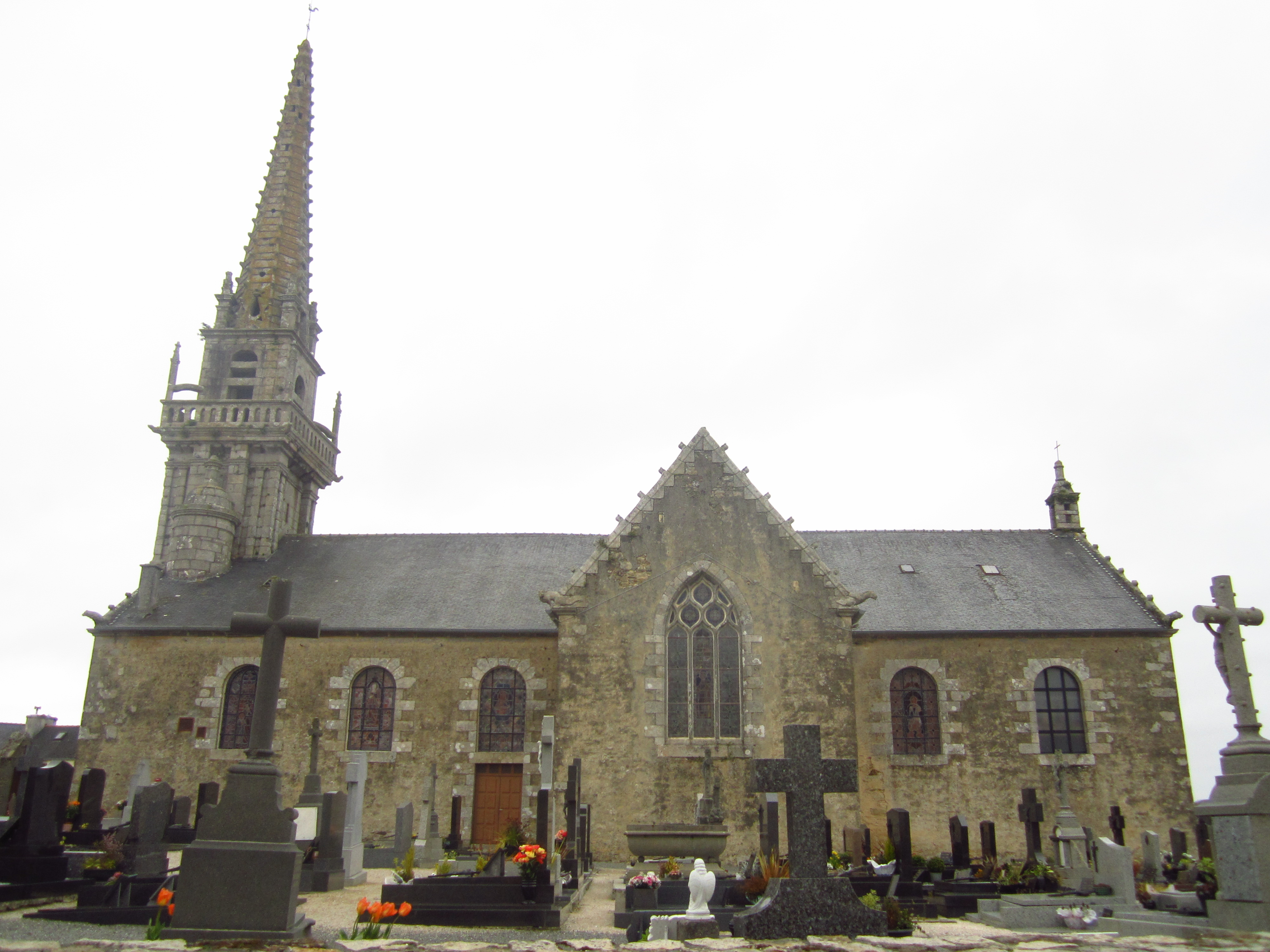
L'église Saint-Pierre.

Au XVIIe siècle, la seigneurie de Penhoët, sise en Saint-Thégonnec, s'étendait alors sur huit paroisses : Saint-Thégonnec, Taulé, Plouvorn, Plougar, Guiclan, Pleyber-Christ, Plounéour-Ménez et Commana.
Le manoir de l'Étang [l'Estang] fut construit par la famille éponyme en 1481 et restauré en 1670 : long de 17 mètres et haut de 13 mètres, il est décrit dans son état de 1876 dans un article qu'une partie du manoir était à cette date démolie et que la chapelle est alors en ruines. D'autres manoirs ont existé : celui du Creac'h, disparu déjà en 1876, avait sa chapelle (une parcelle voisine a gardé le nom de Tossen-ar-Chapel) et avait été construit sur des ruines romaines (des murs et des monnaies d'époque romaine ont été retrouvés lors de fouilles) ; celui du Tourellou avait déjà totalement disparu en 1876, ainsi que ceux de Tronjoly et Kercoadou.
« Entouré de marais et de chemins impraticables de tous côtés, Plougar n'a presque aucune correspondance pendant cinq à six mois de l'année » écrit son recteur en 1774 ; « on ne peut pas y accéder à cheval, il faut passer par les talus » précise un autre prêtre en 1792.
Jean-Baptiste Ogée décrit ainsi Plougar en 1778 :

« Plougars ; à 3 lieues un tiers au sud-ouest de Saint-Pol-de-Léon, son évêché; à 42 lieues de Rennes et à 3 lieues un tiers de Landerneau, sa subdélégation. Cette paroisse, qui relève du Roi, ressortit à Lesneven et compte 2 600 communiants, y compris ceux de Bodilis, sa trève. La cure est présentée par l'Évêque. Ce territoire compte des terres en labeur et des landes très étendues : c'est un pays couvert d'arbres et de buissons. (...). »

### Révolution française
Tanguy Lichou fut le délégué représentant la paroisse de Plougar à l'assemblée du tiers-état de la sénéchaussée de Lesneven le 1er avril 1789 afin d'élire les députés représentant cette sénéchaussée aux États généraux de 1789.
En 1792, en réponse à une enquête, la municipalité de Plougar répond que le nombre de personnes « qui ont besoin d'assistance » est de 130 (sur 1 082 habitants).
Tanguy Leyer fut élu recteur constitutionnel de Plougar le 29 mai 1792 ; il refusa sa charge, alléguant : « J'y ai été vicaire, et j'ai du me résoudre ou à quitter ou à périr (...) tant les chemins y sont mauvais et impraticables, ne pouvant me servir de chevaux [à cause des multiples] crevasses ».
Jean Pinvidic, syndic de la paroisse de Plougar, cacha chez lui Daniel Nicolas de Kerdanet pendant la Terreur.
En 1799, il n'y a plus que 46 marchands de toiles à Saint-Thégonnec (mais c'est encore la commune où ils sont les plus nombreux), 26 à Guiclan, 23 à Plouvorn, 16 à Bodilis, 10 à Landivisiau, 4 à Saint-Servais et 3 à Plougar.

### LeXIXesiècle
A. Marteville et P. Varin, continuateurs d'Ogée, décrivent ainsi Plougar en 1853 :

« Plougar ; commune formée par l'ancienne paroisse de ce nom, moins sa trève de Bodilis, devenue commune. (...) Principaux villages : le Creac'h, Kervilzic, Tremagon, Lannunvet, Languéoger, Kernoter, Trévodou, Kerdévi. Superficie totale 1 748 hectares, dont (...) terres labourables 722 ha, prés et pâturages 123 ha, bois 37 ha, vergers et jardins 6 ha, landes et incultes 723 ha (...). Moulins : 7 (de Tronjoly, Riou, de Creac'h, du Run, à eau). Géologie : constitution granitique ; micaschiste à l'est du bourg. On parle le breton. »

Le pourcentage de conscrits illettrés à Plougar entre 1858 et 1867 est de 64 %. En 1863, l'école de Plougar a des « poutres pourries » et le plafond « menace de s'effondrer » ; le sol est en terre battue. En 1873 on installe un plancher.
Jean-Marie Picart fut recteur de Plougar avant de devenir moine bénédictin dans le monastère de Kerbénéat qu'il contribua à fonder.
Claude Georges, soldat du 19e de ligne, blessé à Borny (Moselle pendant la Guerre de 1870, fut amputé de la jambe gauche.Il fut pensionné, buraliste (1876) - Tourneur sur bois (1893) au bourg de Plougar. Un de ses enfants, Yves Marie GEORGES (1876-1947) fut lui aussi médaillé militaire puis chevalier de la Légion d'Honneur.
Le maire de Plougar, Yves-Marie Poder, est révoqué en 1874 (la France est alors en pleine période d'Ordre moral) pour avoir voulu construire une école publique de filles ; à l'initiative du recteur, une école privée catholique est alors ouverte avec deux religieuses enseignantes, les sœurs Hénaff et Le Coz. Quelques années plus tard, la municipalité de Plougar laissa volontairement l'école laïque, fréquentée en 1894 par 110 garçons, se délabrer, en dépit de plusieurs mises en garde du préfet. Pendant l'hiver 1894-1895, il pleut dans la classe et le préfet fait fermer l'école. « La municipalité tarde à faire les travaux nécessaires afin de nuire au recrutement de l'école au bénéfice des écoles congréganistes des communes voisines » écrit l'inspecteur.
Benjamin Girard décrit ainsi Plougar en 1889 : 

« La commune de Plougar, située à l'extrémité sud du canton de Plouescat et enclavée, en quelque sorte, dans le canton voisin de Landivisiau, est traversée par le chemin de grande communication n° 30. Aux environs du bourg, qui a une population agglomérée de 125 habitants, on voit les restes du vieux manoir de l'Étang, en partie démoli ; il conserve encore un très bel escalier en pierres, de vingt-deux marches. La chapelle est en ruines. »

### LeXXesiècle

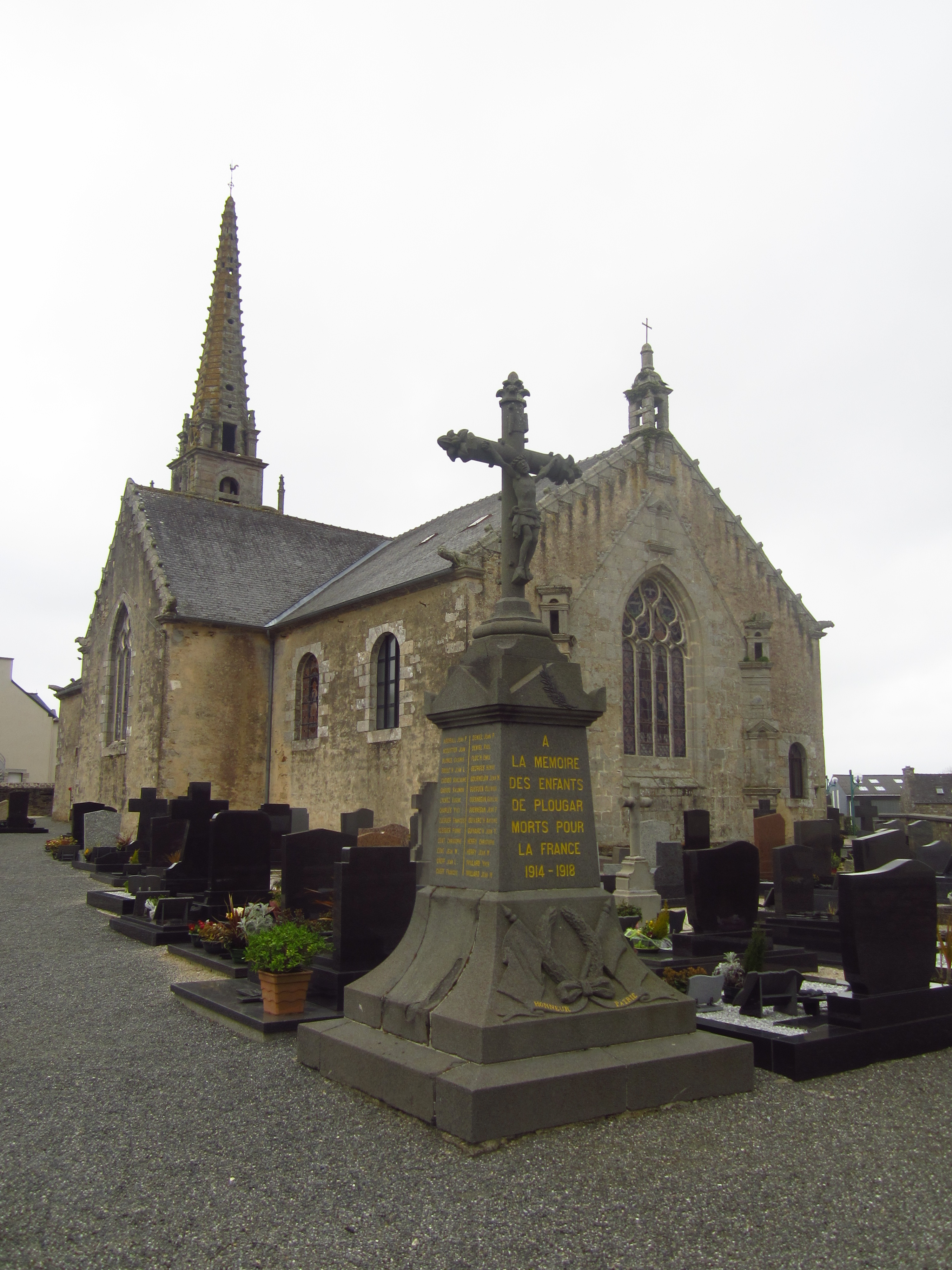
Le monument aux morts de Plougar.

#### LaBelle Époque
Répondant en 1904 à une enquête de l'inspection académique, l'instituteur de Plougar écrit : « Il y a encore plusieurs, surtout parmi les personnes âgées, qui sont complètement illettrées et ne comprendraient pas l'instruction religieuse en français ».

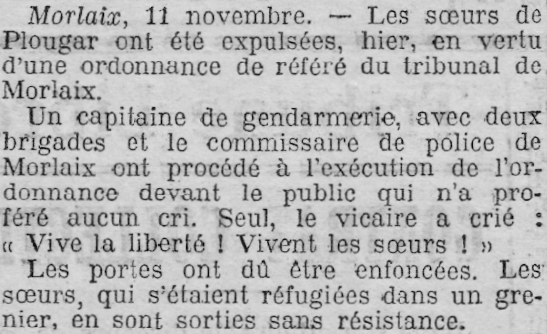
L'expulsion des Sœurs de l'école de Plougar le 10 novembre 1906 (journal La Lanterne du 11 novembre 1906).

L'inventaire de l'église de Plougar le 12 mars 1906 provoqua quelques incidents : une cultivatrice de la commune fut poursuivie et condamnée par le tribunal correctionnel de Morlaix à 8 jours de prison avec sursis pour « outrages aux gendarmes ».
L'ouverture imposée en 1906 par une mise en demeure du préfet d'une école publique de filles à Plougar est difficile : le Conseil municipal renâcle à sa construction, les deux institutrices laïques nommées ne trouvent pas à se loger ; le préfet suspend le maire qui avait refusé de faire retirer les crucifix des salles d'école. Les Sœurs qui tenaient l'école privée furent expulsées manu militari le 10 novembre 1906 « au milieu des protestations indignées de la population et des cris de "Vivent les Sœurs !Vive la liberté ! » ; la commune se retrouve sans local scolaire, l'immeuble occupé par l'école étant la propriété d'une des religieuses ; mais les « deux religieuses tiennent une école clandestine » écrit l'inspecteur d'académie en mars 1908. La réouverture d'une école privée de filles en novembre 1918 entraîna la désertion de l'école publique qui n'eut plus que 5 élèves en 1923 et ferma en 1931.
En 1909, le curé de Plougar fut débouté de sa requête devant le Conseil d'État qui visait à faire annuler un arrêté du préfet du Finistère en date du 27 septembre 1907 le mettant en demeure d'évacuer son presbytère.

#### La Première Guerre mondiale
Le monument aux morts de Plougar porte les noms de 57 soldats et marins morts pour la France pendant la Première Guerre mondiale. Parmi eux 2 au moins sont morts sur le front belge dès le 22 août 1914 (Jean Deniel lors des combats de Maissin et Alain Péron à Rossignol) ; deux au moins sont morts dans les Balkans dans le cadre de l'expédition de Salonique (Jean Porhel en Serbie le 15 novembre 1918 (décoré de la Croix de guerre) et Émile Floch en Bulgarie le 28 novembre 1918, morts tous les deux de maladie après l'armistice) ; Salomon Cadiou est mort en captivité en Allemagne ; la plupart des autres sont décédés sur le sol français (parmi eux Hervé Georges, marsouin au 21e régiment d'infanterie coloniale, tué à l'ennemi le 5 mai 1917 à Vauxaillon (Aisne), a été décoré à titre posthume de la Médaille militaire et de la Croix de guerre.
Hervé Grall, né à Plougar, fut un pionnier de l'aéronautique navale pendant la Première Guerre mondiale, combattant notamment en Égypte contre l'Empire ottoman, puis en Grèce. Il reçut à ce titre la Distinguished Service Medal britannique. Devenu un pilote d'hydravions très expérimenté, il encadra à partir de la fin de l'année 1917 les équipages américains basés à l'Île-Tudy et finit sa carrière à la base d'hydravions de Saint-Raphaël (Var).

#### L'Entre-deux-guerres
En 1923, l'école publique de filles de Plougar n'avait que 7 élèves (dont 5 provenant de la commune voisine de Saint-Vougay) ; toutes les autres filles étant inscrites à l'école privée catholique.
Plougar était réputée pour l'élevage des chevaux comme en témoigne cet article publié en 1930 : « La campagne entre Landerneau et Plougar (...) Très peu de bêtes à cornes au pâturage. Nous sommes au pays de l'élevage hippique dont Landivisiau est le centre (...). La visite des haras de Lanjoguer, en Plougar, va nous montrer que les éleveurs du Léon et les produits de leur savante industrie méritent la vogue qu'ils connaissent. En s'adonnant à l'élevage hippique, M. Jean-Pierre Cueff, propriétaire des haras de Lanjoguer, a simplement respecté la tradition de sa famille (...) L'élevage landivisien exporte partout nous dit-il : en Europe, en Afrique, aux Amériques. (...) » : par exemple, Quod-Vadis, un trait breton, appartenant à ce propriétaire, fut vendu 36 000 francs à l'exposition internationale de Buenos Aires en 1926.En 1925, il avait reçu un prix lors du concours central de Paris.

#### La Seconde Guerre mondiale
Le monument aux morts de Plougar porte les noms de trois hommes (Albert Gallou, François Guillerm, Victor Moal) morts pour la France pendant la Seconde Guerre mondiale.

#### L'après Seconde Guerre mondiale
En 1957, l'école privée catholique de filles devint mixte, accueillant 46 garçons ; du coup, il n'y en eût plus que 8 à l'école publique.
Henri Le Roux est mort pour la France pendant la guerre d'Algérie.

## Politique et administration

### Liste des maires
| Période                                  | Période     | Identité               | Étiquette | Qualité                                                                                      |
| ---------------------------------------- | ----------- | ---------------------- | --------- | -------------------------------------------------------------------------------------------- |
| 1803                                     | 1812        | Aballéa Jean           |           |                                                                                              |
| 1820                                     | 1821        | Jean Derrien           |           |                                                                                              |
| 1821                                     | 1826        | Yves Le Bras           |           |                                                                                              |
| 1832                                     | 1845        | Derrien                |           |                                                                                              |
| 1847                                     | 1870        | Yves Coquil            |           | Cultivateur. Chevalier de la Légion d'honneur en mars 1866.                                  |
| 1871                                     | 1874        | Yves-Marie Poder       |           | Cultivateur.                                                                                 |
| 1874                                     | 1876        | François Coquil        |           |                                                                                              |
| 1876                                     | 1876        | Jean Le Roux           |           |                                                                                              |
| 1876                                     | 1888        | Yves-Marie Poder       |           | Déjà maire entre 1871 et 1874.                                                               |
| 1888                                     | 1890        | François Coquil        |           | Déjà maire entre 1874 et 1876.                                                               |
| 1890                                     | 1909        | Guy-Marie Le Bras      |           | Propriétaire. Cultivateur.                                                                   |
| 1909                                     | 1919        | Jean-Marie Le Goff     |           | Cultivateur.                                                                                 |
| 1919                                     | 1942        | Alain Picart           |           | Cultivateur.                                                                                 |
| 1942                                     | 1959        | Alain Picart           |           | Cultivateur. Fils d'Alain Picart, maire précédent.                                           |
| 1959                                     | 1977        | Jean-Pierre Saliou     |           | Cultivateur.                                                                                 |
| 1977                                     | 1995        | Jean Moysan            |           | Cultivateur.                                                                                 |
| 1995                                     | 2001        | Jean Bouroullec        |           |                                                                                              |
| 2001                                     | 2008        | Marie-Thérèse Le Goulm |           | La salle socio-culturelle et plusieurs logements sociaux sont construits pendant son mandat. |
| 2008                                     | 26 mai 2020 | Marie-France Mingam    |           | Agricultrice                                                                                 |
| 26 mai 2020                              | En cours    | Laurent Le Borgne      |           | Agriculteur retraité                                                                         |
| Les données manquantes sont à compléter. |             |                        |           |                                                                                              |

## Démographie
| 1793 | 1800 | 1806  | 1821  | 1831  | 1836  | 1841  | 1846  | 1851  |
| ---- | ---- | ----- | ----- | ----- | ----- | ----- | ----- | ----- |
| 936  | 897  | 1 032 | 1 052 | 1 182 | 1 271 | 1 264 | 1 376 | 1 369 |

| 1856  | 1861  | 1866  | 1872  | 1876  | 1881  | 1886  | 1891  | 1896  |
| ----- | ----- | ----- | ----- | ----- | ----- | ----- | ----- | ----- |
| 1 296 | 1 220 | 1 217 | 1 220 | 1 218 | 1 143 | 1 105 | 1 086 | 1 140 |

| 1901  | 1906  | 1911  | 1921  | 1926  | 1931  | 1936  | 1946  | 1954 |
| ----- | ----- | ----- | ----- | ----- | ----- | ----- | ----- | ---- |
| 1 172 | 1 194 | 1 233 | 1 068 | 1 076 | 1 032 | 1 037 | 1 004 | 891  |

| 1962 | 1968 | 1975 | 1982 | 1990 | 1999 | 2005 | 2006 | 2010 |
| ---- | ---- | ---- | ---- | ---- | ---- | ---- | ---- | ---- |
| 887  | 854  | 783  | 745  | 672  | 685  | 727  | 716  | 777  |

| 2015 | 2020 | 2022 | - | - | - | - | - | - |
| ---- | ---- | ---- | - | - | - | - | - | - |
| 785  | 794  | 790  | - | - | - | - | - | - |

### Évolution du rang démographique
| selon la population municipale des années : | 1968 | 1975 | 1982 | 1990 | 1999 | 2006 | 2009 | 2013 |
| Rang de la commune dans le département      | 196  | 192  | 197  | 222  | 221  | 223  | 217  | 219  |
| Nombre de communes du département           | 286  | 283  | 283  | 283  | 283  | 283  | 283  | 283  |

En 2017, Plougar était, selon l'INSEE, la commune du Finistère où les retraités avaient le plus faible revenu imposable (15 657 euros).

## Monuments
- L'église paroissiale Saint-Pierre : elle date de 1635, mais a été restaurée en 1681 et en 1840 ; en forme de croix latine, elle comprend une nef de trois travées ainsi que des bas-côtés, un transept, un chœur, deux chapelles et un chevet droit ; son clocher est du XVIIIe siècle. Dans l'enclos paroissial se trouve un ossuaire datant du XVIIe siècle[17]. À l'intérieur se trouvent des statues de sainte Barbe (en kersanton), saint Jean Baptiste, saint Yves, saint Sébastien, saint Eloi (en fait saint Alar), saint Pierre, saint Paul, saint Roch, saint Edern et un Ecce Homo[57].

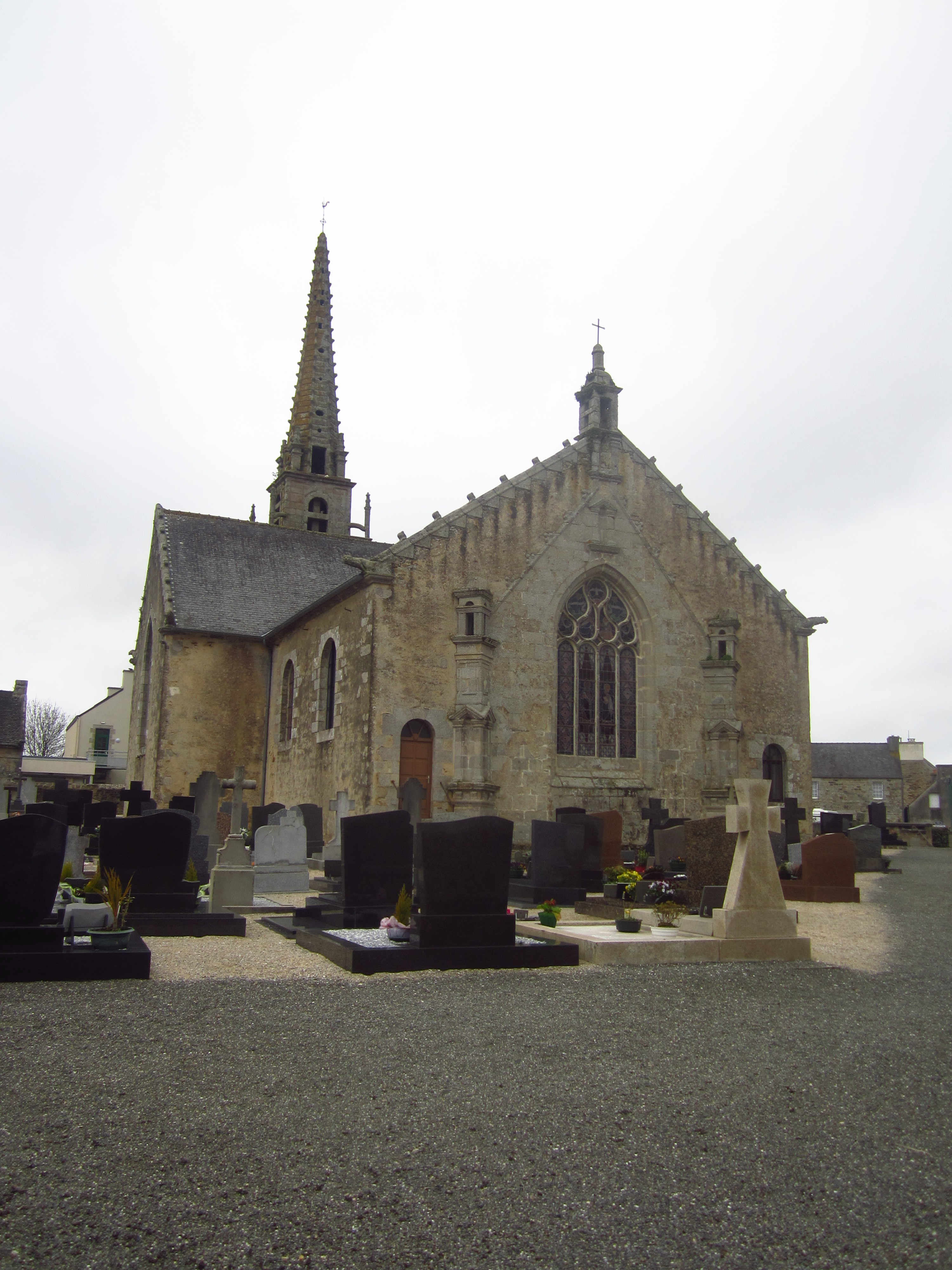
L'église paroissiale Saint-Pierre, vue extérieure.
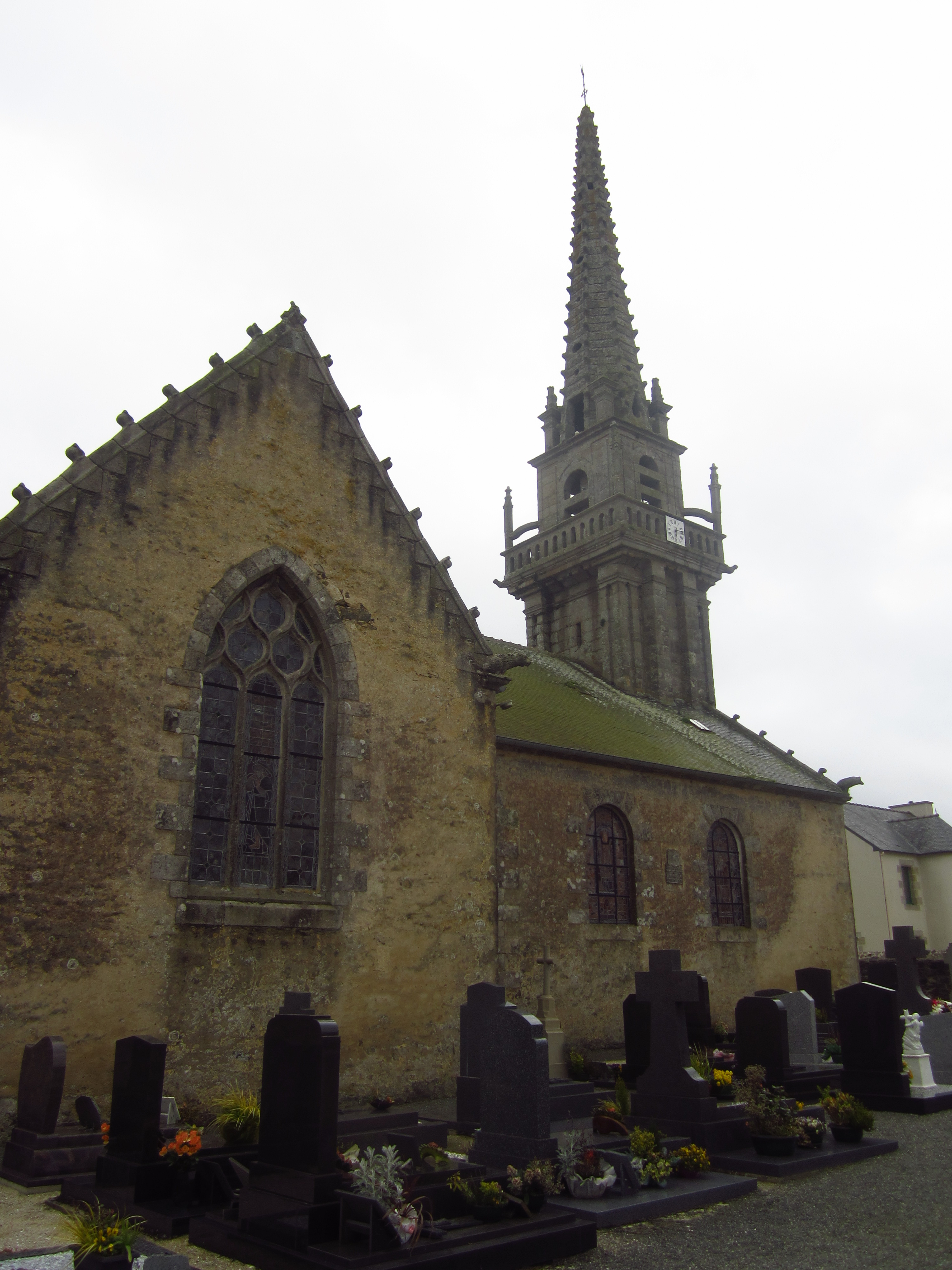
L'église paroissiale Saint-Pierre, vue extérieure partielle.
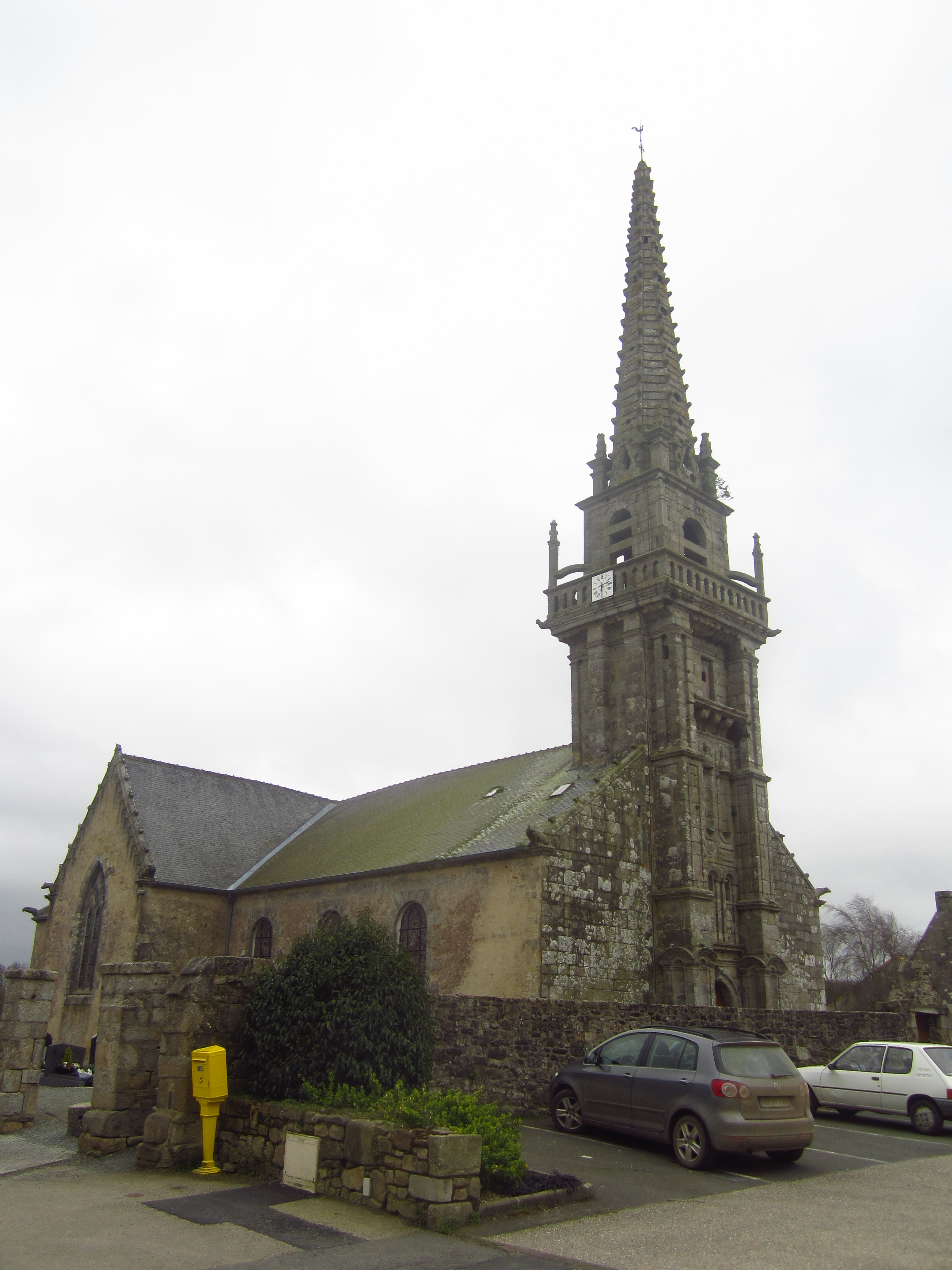
L'église paroissiale Saint-Pierre, le clocher et la façade.
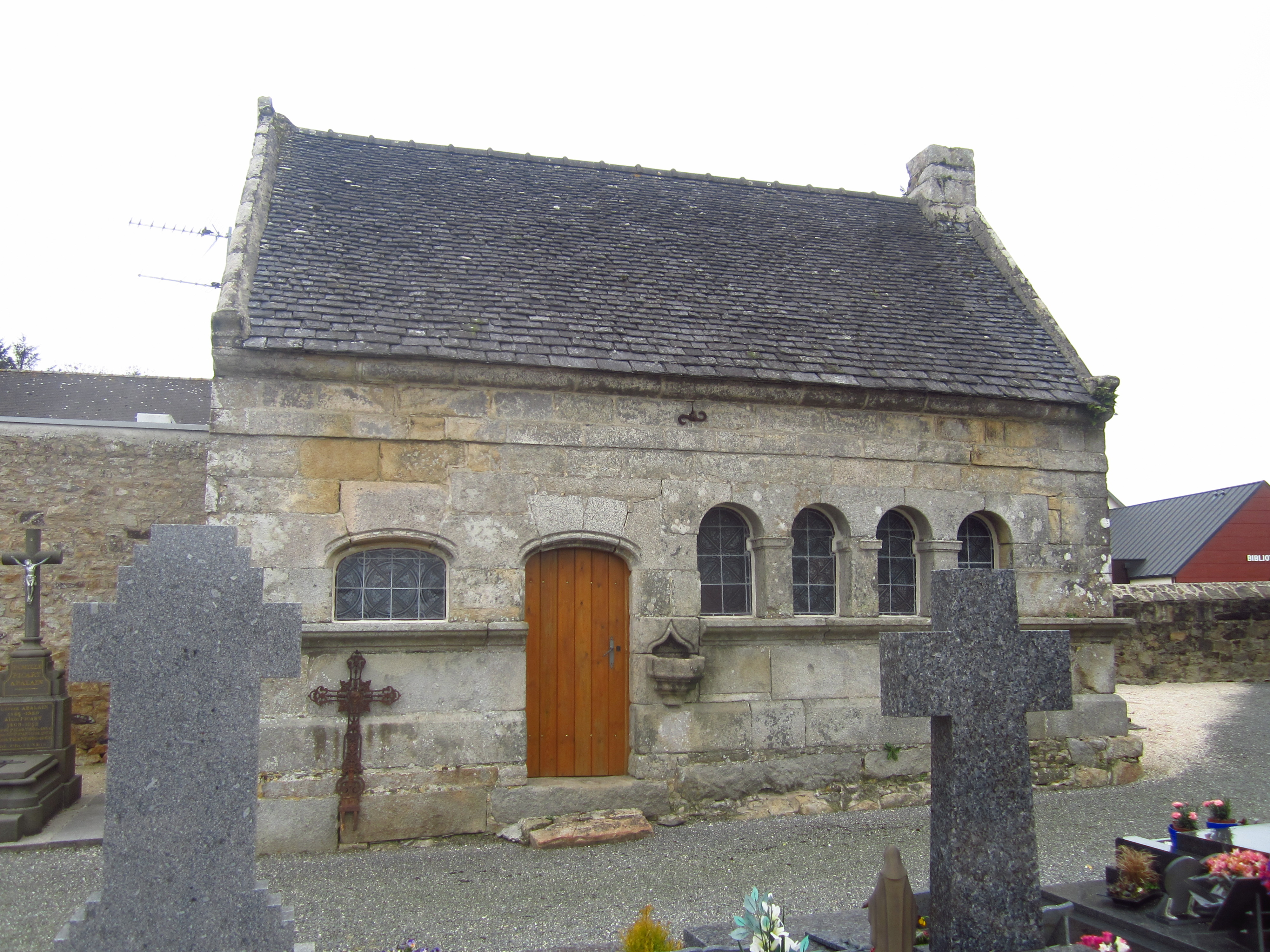
L'ossuaire.

- Trois fontaines, celles de Trémagon, Languéoguer et Saint-Edern, sont décrites dans leur état en 1876 dans un article du Bulletin de la Société archéologique du Finistère[58].

## Légende
- Jeanne Cozic : un mort, qui avait demandé à sa sœur d'être enterré à Lanhouarneau, et dont celle-ci n'avait pas respecté les dernières volontés, ouvre sa tombe et se fait porter, sur le dos de sa sœur, du cimetière de Plougar, où il avait été enterré, à celui de Lanhouarneau (récit par Louis-François Sauvé)[59].